# Pal Chaurai
Pal Chaurai è una suddivisione dell'India, classificata come census town, di 7.264 abitanti, situata nel distretto di Chhindwara, nello stato federato del Madhya Pradesh. In base al numero di abitanti la città rientra nella classe V (da 5.000 a 9.999 persone).

## Geografia fisica
La città è situata a 22° 12' 58 N e 78° 36' 24 E.

## Società

### Evoluzione demografica
Al censimento del 2001 la popolazione di Pal Chaurai assommava a 7.264 persone, delle quali 3.800 maschi e 3.464 femmine. I bambini di età inferiore o uguale ai sei anni assommavano a 739, dei quali 380 maschi e 359 femmine. Infine, coloro che erano in grado di saper almeno leggere e scrivere erano 5.219, dei quali 3.032 maschi e 2.187 femmine.